# Ilkeston
Ilkeston este un oraș în comitatul Derbyshire, regiunea East Midlands, Anglia. Orașul aparține districtului Erewash a cărui reședință este.